# Dominikus-Ringeisen-Werk
Das Dominikus-Ringeisen-Werk, kirchliche Stiftung des öffentlichen Rechts mit Sitz in Ursberg (Schwaben), begleitet und assistiert mit Angeboten und Dienstleistungen Menschen mit Behinderungen an Orten in Bayern.

## Geschichte

### 1884 Zeit der Gründung
Der katholische Priester Dominikus Ringeisen (1835–1904) errichtete im Jahr 1884 in der ehemaligen Prämonstratenser-Abtei Ursberg eine Einrichtung für Menschen mit Behinderungen. 1897 erhielt er die Genehmigung zur Gründung einer Schwesterngemeinschaft, der St. Josefskongregation Ursberg. Die Schwestern, Franziskanerinnen, waren zuständig für die Betreuung und die Versorgung der ihnen anvertrauten Menschen. Dominikus Ringeisen vergrößerte seine Einrichtung sehr schnell nicht nur in Ursberg. Er erwarb Gebäude und Grundstücke im benachbarten Krumbad, in Pfaffenhausen, Percha, Fendsbach, Maria Bildhausen und Grönenbach und ermöglichte dort Wohn- und Arbeitsplätze für Menschen mit Behinderungen. Nach seinem Tod 1904 führte die St. Josefskongregation die Einrichtung weiter und baute sie weiter aus.

### Ab 1900: Zeit des Wachstums
Die Nachfrage für Ringeisens Einrichtung war groß in dieser Zeit. Zahlreiche Menschen baten um Aufnahme für sich oder ihre Angehörigen, oft war die Not groß. Um der Überfüllung der Schlafsäle entgegenzuwirken, wurden mehrere große Bauprojekte in Angriff genommen. 1901 wurden der Westflügel des Ursberger Mutterhauses sowie das Haus St. Florian fertiggestellt. Zwei Jahre später das Haus St. Martha und das Krankenhaus St. Camillus. Unter anderem wurden das Schloss in Bad Grönenbach sowie ein ehemaliges Zisterzienserkloster in Maria Bildhausen erworben. Viele dieser Projekte wurden nicht mehr zu Lebzeiten Ringeisens fertiggestellt. Er starb am 4. Mai 1904 in Ursberg. Sein Nachfolger wurde Maurus Gerle. Dieser trat in große Fußstapfen, ging die vielfältigen Aufgaben jedoch klug, mit praktischer Erfahrung und mit unermüdlichem Fleiß an. 1927 wurde das säkularisierte Kloster Holzen, nördlich von Augsburg, 1929 ein ehemaliges Landerziehungsheim in Breitbrunn am Ammersee erworben.

### Ab 1933: Zeit der Gefahr
Zwischen September 1940 und August 1941 wurden im Zuge der Aktion T4 519 Bewohner der Einrichtung in andere Anstalten verlegt. 199 von ihnen wurden in Tötungsanstalten vergast, 180 weitere starben durch Hungerkost oder Todesspritzen. Erst 1984 bekannte sich die Anstalt öffentlich zu ihrer Rolle im Dritten Reich.

### Ab 1950: Zeit der Reife und Bewährung
Nach den Schrecken des Zweiten Weltkriegs und dem Terror der Nationalsozialisten versuchte man auch im Dominikus-Ringeisen-Werk wieder zu einem normalen Leben zurückzukehren. In Percha am Starnberger See konnten die Schwestern 42 Tagwerk Streuobstwiesen zurückgewinnen, die man während des Dritten Reichs unter Druck hatte verkaufen müssen. Es erschien aufgrund der Erfahrungen aus den Kriegsjahren sinnvoll, den Selbstversorgungsgrad hoch zu halten und auszubauen. Auch in Ursberg und in den Filialen gab es zu dieser Zeit eine rege Bautätigkeit. Auch Sanierungen von alten Gebäuden führten zu mehr Lebensqualität der Bewohner. Nach den Jahren der Entbehrung bemühte man sich, die Freizeit abwechslungsreich zu gestalten. Zu den traditionellen Theateraufführungen gesellten sich Filmvorführungen, ein Freibad an der Mindel wurde errichtet und Ausflüge unternommen.

### Ab 1970: Zeit des Wandels
Nach den Jahren des Wirtschaftswunders stagnierte die Entwicklung des Dominikus-Ringeisen-Werks. Ein wesentlicher Grund war, dass seit den 1950er Jahren die Zahl der Einkleidungen bei der St. Josefskongregation kontinuierlich zurückgegangen war. Mitte der 1960er Jahre blieb der Nachwuchs praktisch ganz aus. Es mussten immer mehr Aushilfskräfte eingestellt werden, die aber, wie die Schwestern auch, meist nicht speziell ausgebildet waren. Der Generalrat der Schwestern fasste deshalb den Entschluss, eine Fachschule für Heilerziehungspflege zu gründen, um den gestiegenen Anforderungen der Behindertenhilfe gerecht zu werden. Zu Beginn der 1970er Jahre begann außerdem die umfassende Generalsanierung der Einrichtung, die das Ziel hatte, den Wohnstandard der Bewohner deutlich zu verbessern. Die Maßnahme hatte ein Bauvolumen von rund 60 Millionen Mark und wurde erst in den 1990er Jahren abgeschlossen.

### Ab 1990: Zeit der Neuorientierung
Aufgrund der immer stärker zurückgehenden Anzahl von Schwestern in der St. Josefskongregation stand die Leitung der Einrichtung vor schwierigen Entscheidungen. Für die Schwestern wurde es immer schwieriger, die komplette Verantwortung für die Einrichtung zu tragen. Zum 1. Januar 1996 wurde deshalb die kirchliche Stiftung Dominikus-Ringeisen-Werk gegründet. Dies war ein mutiger und richtungsweisender Schritt für die Ordensgemeinschaft. Mutig deshalb, weil sie damit ihr Werk, das sie über 100 Jahre gehegt und gepflegt hatte, aus den Händen gab. Aber auch richtungsweisend, weil sie der Einrichtung damit eine langfristige Zukunftsperspektive ermöglichte. Über den Stiftungsratsvorsitz ist die St. Josefskongregation auch heute noch maßgeblich an den großen Entscheidungen beteiligt, während die Tagesgeschäfte nun durch die Stiftung getragen werden. Seit 2005 entstehen verstärkt regionale und dezentrale Angebote für Menschen mit Behinderungen in Bayern.

### Ab 2010: Zeit der Neuorganisation
Das Inkrafttreten der UN-Behindertenrechtskonvention im Jahr 2008 hat große Auswirkungen auf das Dominikus-Ringeisen-Werk: Auf dem Weg zu einer inklusiven Gesellschaft wird mit dem „Projekt Zukunftsentwicklung“ ein Dezentralisierungs- und Regionalisierungsprozess angestoßen. In dessen Folge entstehen verstärkt dezentrale Wohnmöglichkeiten in zahlreichen Gemeinden rund um die bestehenden Großstandorte der Einrichtung. 2013 wird die Organisation des Dominikus-Ringeisen-Werk neu strukturiert. Die ehemaligen Filialen in Maria Bildhausen, Kloster Holzen, Breitbrunn am Ammersee und Pfaffenhausen agieren fortan als Gesamteinrichtung auf regionaler Ebene. Die damit entstandenen Regionen Unterfranken, Landkreis Augsburg Nord, Oberbayern und Unterallgäu werden ergänzt durch die Gesamteinrichtungen Günzburg/Neu-Ulm, Augsburg Stadt/Süd und Allgäu. Auch die Einrichtungen in Ursberg werden zu mehreren neuen Gesamteinrichtungen zusammengefasst. Mit Kleinsthäusern entstehen neue Wohnformen für Menschen mit Behinderung.

## Angebote
Die Stiftung begleitet ca. 5.000 Menschen mit einer geistigen Behinderung, mit Lernbehinderung, mit mehrfacher Behinderung, mit Sinnesbehinderung, Autismus, erworbener Hirnschädigung, psychischer Erkrankung und Menschen im Alter. Dafür sind über 5.000 Mitarbeiterinnen und Mitarbeiter an über 30 Standorten tätig (Stand 07/2024).
Die Angebotspalette umfasst die Bereiche Wohnen, Bildung, Arbeit, Beratung sowie ambulante und offene Dienstleistungen:
- Verschiedene Wohnangebote für Menschen mit Behinderung und Menschen im Alter
- Ambulante und Offene Hilfen in zahlreichen Landkreisen
- Werkstätten für behinderte Menschen (WfbM)
- Förderstätten
- Schulen und Ausbildung: Sonderpädagogische Förderschulen, Frühförderung, Schulvorbereitende Einrichtungen, Schulbegleitung und ein Berufsbildungswerk für 20 Ausbildungsberufe
- Beratungs- und Servicestellen
- Unterstützte Kommunikation
- Medizinisches Versorgungszentrum in Ursberg
- Fachschule für Heilerziehungspflege und Heilerziehungspflege
- Berufsfachschule für Pflege und Pflegefachhilfe

## Nachhaltigkeit
Im Jahr 2020 konnte das Dominikus-Ringeisen-Werk erstmals klimaneutral gestellt werden. Durch innovative Energiesysteme mit Blockheizkraftwerken, Photovoltaikanlagen, über 80 E-Bikes, Elektrofahrzeugen, Bienenprojekten und Blühwiesen an verschiedenen Standorten sowie ersten Maßnahmen für LED-Beleuchtung konnten die Kohlendioxid-Emissionen des Dominikus-Ringeisen-Werks seit 1998 bereits um 44 Prozent reduziert werden. Die verbleibenden Emissionen wurden durch Kauf von Anteilen an einem Klimafonds ausgeglichen, der weltweit nachhaltige Klimaprojekte unterstützt. Mit der offiziellen Klimaneutralstellung reduziert das Dominikus-Ringeisen-Werk die CO2-Emissionsmenge vollständig. Dies war Anlass für die Veröffentlichung eines Nachhaltigkeitsberichts 2018–2022.

## Projekt Zuflucht
Anfang April 2022 haben 82 ukrainische Kinder und Jugendliche mit teils mehrfacher Behinderung, 17 Pflegekräfte sowie 20 Angehörige der Pflegekräfte Zuflucht im Dominikus-Ringeisen-Werk in Ursberg gefunden. Die Gruppe aus einem Waisenhaus in Krywyj Rih im Osten der Ukraine war auf der Flucht vor dem Kriegsgeschehen und musste rund 1100 Kilometer mit einem Evakuierungszug zurücklegen, bis sie in Stalowa Wola im Osten Polens zunächst in einer Notunterkunft unterkam. Eine besondere Herausforderung war der Transport von 23 Kindern und Jugendlichen, die nur liegend transportiert werden konnten. In einer tagelangen Aktion konnte die Gruppe schließlich teilweise mit Bussen, teilweise mit Flugzeugen nach Ursberg gebracht werden, wo eine leerstehende Wohneinrichtung von den Mitarbeitern des Dominikus-Ringeisen-Werks extra dafür ertüchtigt wurde.

## Leitbild und Auftrag
Die Stiftung widmet sich ihren Aufgaben aus christlicher Verantwortung und tritt nach eigenen Angaben für die Bedürfnisse und die Rechte von Menschen mit Behinderungen auf Grundlage des christlichen Menschenbildes und gemäß dem Auftrag seines Gründers ein.
Die Stiftung denkt und handelt nach eigenen Angaben von den individuellen Bedarfen und Bedürfnissen der Menschen mit Unterstützungsbedarf und Behinderungen her.
Der christliche Glaube soll Lebenshilfe und -grundlage sein, Glaubens- und Lebensfreude vermitteln sowie einen achtsamen Umgang miteinander ermöglichen.
Die Mitarbeiter fördern nach eigenen Angaben Teilhabe und Selbstbestimmung von Menschen mit Hilfe- und Assistenzbedarf.
Sie handeln nach eigenen Angaben fachlich qualifiziert, wirtschaftlich, nachhaltig und umweltbewusst. Nach eigenen Angaben ist ein offener und respektvoller Umgang mit Menschen mit Begleitungs- und Unterstützungsbedarf, mit dem Umfeld und miteinander selbstverständlich.

## Leitung
Über viele Jahrzehnte war der Superior als Priester der spirituelle Leiter der St. Josefskongregation und des Dominikus-Ringeisen-Werks. Seit der Gründung der Stiftung Dominikus-Ringeisen-Werk im Jahr 1996 steht ein Priester als Vorstandsvorsitzender und geistlicher Direktor dem Dominikus-Ringeisen-Werk vor.

### Superioren
- 1884–1904 Dominikus Ringeisen
- 1904–1926 Maurus Gerle
- 1926–1934 Josef Huber
- 1934–1941 Dr. Anton Luible
- 1941–1949 Alois Egger
- 1950–1970 Franz-Xaver Prim
- 1977–1979 Helmut Mayr
- 1979–1992 Johannes Keppeler
- 1992–2004 Johann Wagner

### Vorstandsvorsitzende
- 2004–2021 Walter Merkt
- seit 1. Januar 2022 Martin Riß